# Польша на «Евровидении-2005»
Выступление Польши на конкурсе песни Евровидение 2005, который проходил в столице Украины в городе Киеве было 10-м выступлением на Евровидении для Польши. Страну представлял ансамбль «Иван и Дельфин». Однако, не пройдя в финал, заняли 11 место в полуфинале.

## Исполнитель
Ансамбль Ivan i Delfin состоял из трех человек: Иван Комаренко, Лукаш Лязер (пол. Łukasz Lazer) и Войтек Ольшевский (пол. Wojtek «olo» Olszewski).

## Национальный отбор
Жюри отбора, состоявшее из 28 специалистов выбрало эту песню из 63 полученных заявок. Из всех заявленных песен 27 были на польском, 24 на английском, 4 на польско/английском, и по одной на французском, итальянском, французско/английском, польско/украинском.